# Сан-Висенте-де-Чукури
Сан-Висенте-де-Чукури (исп. San Vicente de Chucurí) — город и муниципалитет в северо-восточной части Колумбии, на территории департамента Сантандер. Входит в состав провинции Яригьес.

## История
Поселение, из которого позднее вырос город, было основано Сакраменто Тристанчо 7 сентября 1876 года. Муниципалитет Сан-Висенте-де-Чукури был выделен в отдельную административную единицу в 1887 году.

## Географическое положение

Муниципалитет Сан-Висенте-де-Чукури

Город расположен в центральной части департамента, в горной местности Восточной Кордильеры, к востоку от реки Чукури, на расстоянии приблизительно 36 километров к юго-западу от города Букараманги, административного центра департамента. Абсолютная высота — 645 метров над уровнем моря.
Муниципалитет Сан-Висенте-де-Чукури граничит на севере с территорией муниципалитета Сабана-де-Торрес, на северо-востоке — с муниципалитетами Сан-Хуан-де-Хирон и Бетулия, на востоке — с муниципалитетом Сапатока, на юго-востоке — с муниципалитетом Галан, на юге — с муниципалитетом Эль-Кармен-де-Чукури, на юго-западе — с муниципалитетом Симакота, на западе — с муниципалитетом Барранкабермеха. Площадь муниципалитета составляет 1195,41 км².

## Население
По данным Национального административного департамента статистики Колумбии, совокупная численность населения города и муниципалитета в 2015 году составляла 34 640 человек.
Динамика численности населения муниципалитета по годам:
| 2005   | 2006   | 2007   | 2008   | 2009   | 2010   | 2011   | 2012   | 2013   | 2014   | 2015   |
| ------ | ------ | ------ | ------ | ------ | ------ | ------ | ------ | ------ | ------ | ------ |
| 33 267 | 33 391 | 33 543 | 33 679 | 33 834 | 33 966 | 34 116 | 34 250 | 34 378 | 34 511 | 34 640 |

Согласно данным переписи 2005 года мужчины составляли 50,5 % от населения Сан-Висенте-де-Чукури, женщины — соответственно 49,5 %. В расовом отношении белые и метисы составляли 99,9 % от населения города; негры, мулаты и райсальцы — 0,1 %.
Уровень грамотности среди всего населения составлял 86,1 %.

## Экономика
Основу экономики Сан-Висенте-де-Чукури составляет сельское хозяйство.
64,7 % от общего числа городских и муниципальных предприятий составляют предприятия торговой сферы, 22,6 % — предприятия сферы обслуживания, 11,5 % — промышленные предприятия, 1,2 % — предприятия иных отраслей экономики.